# 葛香亭
葛香亭（1917年8月8日—2010年5月16日），中华民国電影界資深演員，江蘇蕭縣人。

## 简介
葛香亭早年就讀於蕭縣師範學院，畢業后在小學任教。教了一學期書後，因中國抗日戰爭而投身國民革命軍，並加入軍中劇團，正式開始其演藝生涯。1940年，葛香亭考進上海著名的「金星影劇訓練班」，與歐陽莎菲、謝晉等人結為同學；一年後畢業，留在公司參与《白雲塔》、《亂世風光》等片的演出，並兼任公司的化妝師。不久，日本全面侵華，中國各地抗日活動紛起，他即前往北京加入國民革命軍第九十二軍（剿匪總司令部一部）藝工隊，為中华民国政府演出鼓舞民心士氣的話劇，同時结識了妻子張琳。
國共戰爭期间，葛香亭因友人介绍进入中華民國陸軍装甲兵剧队，之后随装甲兵渡海赴台灣。来台不久後转入国防部康乐总队，他继续在军中从事话剧表演工作，直到1969年退役。退役後先进入中央电影公司，後在1975年加入中國電視公司，演出經驗豐富，在電視與電影表演上都有眾多作品，曾於1964年和1970年分別以《養鴨人家》與《高山青》兩度獲得金馬獎最佳男主角。2005年第42屆金馬獎颁奖典礼中，由香港艺人沈殿霞把終身成就特別獎授予葛香亭。沈殿霞是葛香亭的乾女兒。
葛香亭曾任台北市演藝人協會理事和台灣演藝人自律評議委員會召集人，并成立中華民國演員工會。
2010年5月16日晚間近7時，葛香亭因多重器官衰竭病逝，享耆壽93歲。
葛香亭育有二子：大兒子葛小寶也是藝人，已於2000年過世；小兒子葛金鵬在中國電視公司擔任外景攝影多年。

## 作品

### 電影

#### 2000年代
1. 竊賊手記(2000)

#### 1990年代
1. 鴉片戰爭 （1997，飾奕山）
2. 性趣青春族 (1992)

#### 1980年代
1. 今夜微雨 (1986)
2. 頤園飄香(1984)
3. 小畢從軍去 (1983)
4. 失足夫人 (1982)
5. 上行列車(1981)
6. 假如我是真的(1981)
7. 窗口的月亮不准看(1981)
8. 跟我說愛我(1981)
9. 大湖英烈(1981)
10. 龍的傳人(1981)
11. 夜之祭 (1980)
12. 佛祖誕生 (1980)
13. 不如歸去 (1980)
14. 古國奇譚 (1980)
15. 媽祖顯聖(1980)
16. 原鄉人(1980，飾鍾理和的父親)
17. 新月傳奇(1980)
18. 金枝玉葉(1980)
19. 碧血黃花(1980)
20. 佛祖傳(1980)
21. 茉莉花(1980)
22. 源(1980)
23. 皇天后土(1980)

#### 1970年代
1. 春寒（1979）
2. 鄉野奇譚（1979）
3. 早安台北（1979）
4. 小城故事（1979，飾賴水木）
5. 香火（1979）
6. 海女（1979）
7. 金榜浪子吳政輝（1979）
8. 奇異的誕生（1978）
9. 汪洋中的一條船（1978，飾鄭豐喜的父親）
10. 愛的里程（1978）
11. 黃埔軍魂（1978）
12. 水玲瓏（1977）
13. 我是一片雲（1977）
14. 福祿壽驚魂記（1976）
15. 小雨絲絲（1976）
16. 月牙兒（1976）
17. 桑園（1976）
18. 老虎崖（1975）
19. 少女的祈禱（1975）
20. 女兵日記（1975）
21. 夜半怪談（1974）
22. 癡情玉女（1974）
23. 刁蠻千金傻小子（1974）
24. 純情（1974）
25. 女權步步高（1974）
26. 英烈千秋（1974）
27. 大摩天嶺（1974）
28. 心有千千結（1973，飾耿克毅）
29. 飛天神童（1973）
30. 豪客（1973）
31. 江湖女兒（1972）
32. 血濺虹橋（1972）
33. 喜從天上來（1972）
34. 白屋之戀（1972）
35. 鐵拳爭霸（1972）
36. 鐵掌穿腸腿（1972）
37. 為你心碎（1972）
38. 天下一大笑（1972）
39. 秋瑾（1972）
40. 秋決（1972）
41. 還君明珠雙淚垂（1971）
42. 大漢兒女（1971）
43. 琴韻心聲（1971）
44. 愛你一萬倍（1971）
45. 劍（1971）
46. 郎變了（1971）
47. 賭命的人（1971）
48. 太陽下（1971）
49. 我心碎了（1971）
50. 落鷹峽（英语：The Ammunition Hunters）（1971）
51. 雲翠仙（1970）
52. 高山青（1970）
53. 我要你（1970）
54. 一封情報百萬兵（1970）
55. 三朵花（1970）
56. 包公遊地府（1970）
57. 狐妻（1970）
58. 家在台北（1970）
59. 喜怒哀樂（1970）
60. 群星會（1970）
61. 大劈棺（1970）
62. 高山青（1970）

#### 1960年代
1. 盜龍冠 (1969)
2. 乾坤三決鬥 (1969)
3. 虎父虎子 (1969)
4. 封神榜 (1969)
5. 封神榜(下集) (1969)
6. 武聖關公 (1969)
7. 翠屏山 (1969)
8. 劍中之王 (1969)
9. 黑帖 (1969)
10. 福祿壽(1969)
11. 今天不回家(1969，飾張珍珍的父親)
12. 揚子江風雲(1969)
13. 獨腳龍 (1968)
14. 情關 (1968)
15. 情意綿綿 (1968)
16. 白鷺人家 (1968)
17. 江湖客 (1968)
18. 尋夢園 (1967)
19. 貂蟬與呂布 (1967)
20. 紅姑 (1967)
21. 花落誰家 (1966)
22. 故鄉劫 (1966)
23. 我女若蘭 (1966，飾若蘭父)
24. 還我河山（上、下）(1966)
25. 等君心酸酸 (1965)
26. 雷堡風雲 (1965)
27. 養鴨人家 (1965，飾鴨農林再田)
28. 我們六個 (1965)
29. 蚵女 (1964)
30. 女人遇強盜 (1964)
31. 黑夜到黎明 (1963)

#### 1940年代
1. 白雲塔(1942)

### 電視劇
- 1963年 台視《鄭成功》飾 鄭芝龍
- 1972年 中視《萬古流芳》飾 程嬰
- 1974年 中視《一代暴君》飾 李斯
- 1976年 中視《一代霸王》飾 范增
- 1992年 中視《再世情缘》飾 白有福
- 1998年 台視《布袋和尚》第四單元：六月雪 飾 高知府（高永成）

## 獲獎
- 2度榮獲金馬影帝。(《养鸭人家》與《高山青》)
- 2005年金馬「終身成就獎」得主
- 2010年「電影產業獎」得主

## 外部連結
- 台灣電影筆記-人物特寫 葛香亭
- 葛香亭在互联网电影资料库（IMDb）上的資料（英文）
- 在AllMovie上葛香亭的頁面（英文）
- 葛香亭在香港影庫上的簡介
- 葛香亭在豆瓣上的资料（简体中文）
- 葛香亭在时光网上的簡介（简体中文）